# نیر (بازی ویدئویی)
نیِر (به انگلیسی: NieR) با تلفظ ژاپنی نیئا، یک بازی ویدئویی در سبک نقش‌آفرینی اکشن است که توسط شرکت کاویا ساخته شده و به‌وسیلهٔ اسکوئر انیکس در سال ۲۰۱۰ برای کنسول‌های پلی‌استیشن ۳ و ایکس‌باکس ۳۶۰ منتشر شده‌است. این بازی در ژاپن تحت عنوان نیئا گشتالت (به ژاپنی: ニーア ゲシュタルト ,Nīa Geshutaruto) برای ایکس‌باکس ۳۶۰ عرضه شد، در حالی که نسخهٔ جایگزینی برای آن به نام نیئا: رپلیکانت (به ژاپنی: ニーア レプリカント ,Nīa Repurikanto) با قهرمان اصلی جوان‌تر برای پلی‌استیشن ۳ منتشر شد. نسخه‌ای نیز متشکل از عناصر هر دو انتشار برای کنسول بازی دستی پلی‌استیشن ویتا در دست توسعه بود، اما در مارس ۲۰۱۱، به علت اولویت ساخت بازی دراگون کوئست ۱۰ لغو گردید.
نیئا یک عنوان مشتق در مجموعه دریکن‌گارد محسوب می‌شود و پنجمین پایان از نخستین بازی — که در آن دنباله اتفاقاتی که سیاره زمین را در حالت فروپاشی قرار داده‌اند — را دنبال می‌کند. بازی هزار سال بعد از این اتفاقات رخ می‌دهد و بازیکن را در نقش قهرمانی به‌نام نیئا قرار می‌دهد که در تلاش است تا برای بیماری‌ای به نام «خط‌خطی تیره» درمانی بیابد؛ این بیماری مسبب قتل دخترش یونا بوده‌است. او، با همکاری کتابی سخنگو به نام گریمویر ویس و دو شخصیت دیگر به نام‌های کاینه و امیل، ماجراجویی‌اش را برای پیدا کردن درمان بیماری و فهم ماهیت خالقان جهان، که با نام سایه‌ها شناخته می‌شوند، آغاز می‌کند. عناصر این بازی از سبک‌های متفاوتی وام می‌گیرد و گیم‌پلی آن مداوماً بین این سبک‌ها و سبک اصلی نقش‌آفرینی آن تغییر می‌کند.
بااین‌که دفتر توسعه بازی در ژاپن واقع شده بود، نیئا به‌گونه‌ای ساخته شد تا هر دو گروه بازیکنان خارج از ژاپن و بازیکنان بزرگسال‌تر را راضی نگه دارد. موسیقی بازی توسط کئیچی اوکابه، مدیر استودیوی موناکا ساخته شد و موجب انتشار آلبوم‌های دیگری نیز شد. واکنش منتقدان به نیئا ترکیبی از نقدهای مثبت و منفی بود. منتقدان داستان، شخصیت‌ها و موسیقی بازی را ستودند و نسبت به اتصال عناصر متفاوت گیم‌پلی نظری متوسط داشتند. حذف برخی عناصر گیم‌پلی و مخصوصاً مراحل جانبی با انتقاد مواجه شد و منتقدان از گرافیک بازی — که آن را غیراستاندارد توصیف کردند — هم انتقاد داشتند. علی‌رغم نظر منتقدان، نیئا در گذر زمان بین بازیکنان محبوبیت یافت و به نوعی اثر کالت تبدیل شد. دنباله‌ای موفق‌تر از این بازی به نام نیئا: اتوماتا توسط پلاتینیوم گیمز توسعه یافت که در سال ۲۰۱۷ برای پلی‌استیشن ۴ و مایکروسافت ویندوز، و در سال ۲۰۱۸ برای کنسول ایکس‌باکس وان در دسترس قرار گرفت.

## گیم‌پلی

اسکرین‌شاتی از بازی که نیئا را در حال نبرد با هیولایی به‌عنوان غول آخر نشان می‌دهد. نوار نشان دهنده سلامتی هیولا در پایین صفحه و در کنار نقشه‌ای در پایین و سمت راست تصویر قرار دارد و نوارهای نشان دهنده سلامتی و انرژی جادوی نیئا در بالا و سمت راست صفحه قرار گرفته‌اند.

بازیکن در نقش نیئا — مردی میان‌سال در نیئا و نیئا گشتالت و پسری نوجوان در نیئا: رپلیکانت — قرار می‌گیرد و البته می‌تواند نام شخصیت را تغییر دهد. بازیکن نیئا را مستقیماً از زاویه‌ای سوم شخص برای تعامل با مردم، اشیا و دشمنان کنترل می‌کند. بازیکن همچنین می‌تواند دوربین را دور شخصیت‌ها بچرخاند و محیط اطراف را به‌طور °۳۶۰ ببیند. جهان سه‌بعدی بازی به ناحیه‌هایی تقسیم شده‌است که با صفحات بارگذاری از هم جدا شده‌اند و بازیکن می‌تواند با راه رفتن، دویدن، پریدن و بالا رفتن از نردبان‌ها آزادانه میان این نواحی جابه‌جا شود. در برخی اتاق‌ها و ساختمان‌ها، دوربین از کنار دیده می‌شود و نیئا باید در یک فضای دوبعدی حرکت کند، و در بعضی نبردها دوربین به بالا می‌رود تا یک شوتم آپ از زاویه بالا به پایین شبیه‌سازی شود.
بازیکن در حین کاوش اغلب با حملهٔ هیولاها، شامل موجوداتی به نام شید، که به شکل سایه مجسم می‌شوند، حیوانات عظیم‌الجثه و ربات‌ها مواجه می‌شود. شکست این دشمنان به بازیکن امتیاز تجربه، و همچنین پولی برای خرید اقلام تخصیص می‌دهد که از آن‌ها برای افزایش نیروی نیئا استفاده می‌شود. نیئا قادر است توسط شمشیر یک یا دو دسته یا نیزه به این موجودات حمله کند. این سلاح‌ها را می‌توان برای داشتن قدرت و توانایی‌های بیشتر، به‌واسطهٔ موادی سفارشی‌سازی نمود که می‌توان آن‌ها را خریداری کرد، یا پس از کشتن هیولاها رها شده‌اند یا در هنگام کاوش در سراسر دنیا یافت می‌شوند. در طول بازی انواع مختلفی از هر نوع سلاح را می‌توان به‌دست آورد. بازیکن همچنین می‌تواند از طلسم جادو نیز استفاده کند، که برای اجرا نیاز به انرژی کافی از یک منبع احیاء دائمی دارد. این جادوها شامل پرتابه و مشت‌هایی شبیه به سایه‌های بزرگ هستند، و جادوهای جدیدی را می‌توان در نیمه نخست بازی به‌وسیلهٔ به اتمام رسانیدن نبردهای خاصی به دست آورد. در کنار خط اصلی داستان، نیئا متشکل از تعداد زیادی مأموریت‌های جانبی است، که برای بازیکن امتیاز تجربه و پول، و همچنین بخش‌های ماهی‌گیری و کشاورزی را فراهم می‌سازد. در این بخش‌ها، بازیکن قادر است به عنوان یک فعالیت جانبی در مزارع کشاورزی کرده و در آب‌هایی مثل برکه‌ها و رودها ماهیگیری کند.

## داستان
داستان بازی در سال ۲۰۴۹ و در یک جهان پسا-آخرالزمانی آینده که تمام خاطرات تمدن ما در آن پاک شده‌است، روایت می‌شود. بقایای بشریت در داخل و بیرون از خرابه‌های شهرهای این جهان ساکن هستند. مردم این جهان تلاش می‌کنند تا در برابر خطر انقراض از خود محافظت کنند، چراکه از طرفی با حملات دائمی نیروهای شید رو به رو هستند و از طرف دیگر نوعی بیماری همه‌گیر و مرگ‌بار به‌نام «خط‌خطی تیره» در حال شیوع است. نیئا، شخصیت اصلی بازی، شکارچی و مزدوری است که برای یافتن درمانی برای دخترش (یا در نسخه دیگری از بازی، خواهرش) یونا، که به همین بیماری مبتلا شده تلاش می‌کند. نیئا حتی تلاش می‌کند تا برای خود و دخترش غذای کافی برای بقا را فراهم کند. به‌دلیل ورود نیئا به نبردی مداوم با گروه شیاطینی که در تلاشند تا دخترش را بگیرند، اوضاع حتی از این هم بدتر می‌شود. او دو کتاب دارد که یکی می‌تواند کمکش کند، ولی دیگری کتابی است که نیئا به یونا سفارش کرده تا هرگز آن را لمس نکند. با این وجود، زمانی که یونا متوجه شکست‌خورده بودن نبرد نیئا با شیاطین می‌شود، توصیه نیئا را نادیده گرفته و برخلاف سفارش او عمل کند. نیئا سرخورده می‌شود، اما به‌دلیل اهمیت بالای دخترش در نزد او، دست از تلاش برای کمک به دخترش برنمی‌دارد.
بازی سپس به ۱۳۱۲ سال بعد منتقل می‌شود و همان شخصیت‌های قبلی را به تصویر می‌کشد که این‌بار در روستایی قرون‌وسطایی زندگی می‌کنند و ظاهراً خبری از خشونت‌هایی که در صحنه اول بازی دیده شده نیست. در این روستا، دو خواهر دوقلو به نام‌های دوولا و پوپولا زندگی می‌کنند که ظاهراً دهیاران روستا هستند. این دو دوستان قدیمی نیئا هستند و هرگاه به کمکی نیاز دارند، روی او حساب می‌کنند. نیئا حالا تبدیل به فردی شده که همه او را به‌خاطر کمک‌هایش به دیگران می‌شناسند و او هم با کارهایش در تلاش است تا پول کافی برای خرید داروی دخترش فراهم کند، اما با بدتر شدن حال یونا مجبور می‌شود تا به‌دنبال شکار اشعار مهر و موم شده (سیستم جادوی نیئا) برود و از این طریق دخترش را حفظ کند. در این قسمت، مأموریتی برای پیدا کردن درمان بیماری یونا به بازیکن داده می‌شود که باید آن را دنبال کند، برای همین به سرتاسر جهان بازی سفر می‌کند.
در همین مسیر، او از طرف شخصیت‌هایی پشتیبانی می‌شود. اولین شخصیت، گریمور ویس، کتابی معلق، طعنه آمیز و با عمر چندین قرن است که می‌تواند اشعار و کلمات مهر و موم شده (سیستم جادوی نیئا) را مهار کند. ویس همان کتابی است که در اولین صحنه بازی، نیئا به کمکش جادو می‌کند و در ادامه بازی هم نقش کمکی برای نیئا دارد. ویس — معادل آلمانی کلمه «سفید» — همتای تاریک‌تری به نام گریمویر نویر — معادل فرانسوی کلمه «سیاه» — هم دارد، کتابی قطور که شکست دادنش باعث پایان همیشگی «خط‌خطی تیره» خواهد شد. شخصیت دوم، کاینه است، فردی تبعیدشده از روستای کوهستانی آئری که بخشی از شید است و از جهاتی شبیه به ملوانان به‌نظر می‌رسد. آخرین عضو گروه امیل است، پسری جوان از خانه‌ای ساحلی که می‌تواند با نگاهش هرچه که می‌بیند را به سنگ تبدیل کند. پس از مشخص شدن این موضوع که او و خواهرش در آزمایشگاهی زیرزمینی به عنوان سلاح‌هایی بسیار قدرتمند ساخته شده‌اند، او با خواهرش ادغام شده و تبدیل به هیولای خندان و وحشت‌زده حاضر در بازی می‌شود.
بازی در این‌جا صد و پنجاه سال پس از اجرایی شدن پروژه گشتالت روایت می‌شود. پروژه گشتالت پروژه‌ای برای حفظ بشریت بود که در آن انسان‌ها، که با خطر انقراض روبه‌رو بودند، با کمک گریمویر ویس و گریمویر نویر روح بشر را در گشتالت‌ها، و بدن او را در رپلیکانت‌ها جایگذاری کردند، بدن‌هایی که نسبت به بیماری همه‌گیری که سال‌ها قبل بشریت را در خطر انقراض قرار داده بود مقاوم بودند. وضعیت موفقیت پروژه گشتالت تا پایان نیئا: اتوماتا مشخص نشد، اما در نیئا اشاراتی به آن شد. بر این اساس، دوولا و پوپولا اندرویدهایی مسئول نظارت بر این پروژه بوده‌اند. پس از جنگیدن نیئا با پنج شید، او با دوولا و پوپولا مواجه می‌شود که با دادن توضیحاتی دربارهٔ پروژه گشتالت، تلاش می‌کنند تا نیئا را از هدفش منصرف کنند. آن‌ها توضیح می‌دهند که گریمویر ویس و گریمویر نویر، هردو در اجرای این پروژه در جهت حفظ بشریت نقش داشته‌اند، اما نیئا زیربار نمی‌رود و با دوولا و پوپولا می‌جنگد. در نهایت، نیئا با گشتالت خود جنگیده و او را شکست می‌دهد و پایان A بازی نشان داده می‌شود. در پایان A، حقایقی مشخص می‌شوند، مثلاً این‌که گریمویر نویر نیرویی شیطانی نبوده، بلکه برنامه‌ای با هدف برگشت دادن گشتالت‌ها به بدن‌هایشان بوده‌است. گریمویر ویس هم نوعی اثر ساختگی باستانی نیست، بلکه نمایهای بوده تا برنامه نیئا را — که خود نوعی رپلیکانت است — رمزگشایی کند و دستورهایی را به‌اجرا درآورد. ارباب سایه — شخصیتی که تصور می‌شد در کنار گریمویر نویر از دشمنان پایانی باشد — هم موجود عجیب‌الخلقه و بسیار عظیمی نبوده، بلکه گشتالت خود نیئا بوده‌است که یونا را به قصد بازگرداندن گشتالت او به بدنش دزدیده بود. همچنین مشخص می‌شود که یونا در نهایت از گشتالت خود رهایی یافته و با نیئا دوران خوبی را می‌گذرانند، اما این پایان اصلی و واقعی بازی نیست.
در دومین پایان بازی — که باز هم پایان اصلی آن نیست — فقط اطلاعاتی دربارهٔ مسائل مشخص‌نشده در پایان اول منتشر می‌شوند که روی نتیجه نهایی بازی تأثیری ندارند. سومین پایان بازی، پایان مهم و اصلی آن است که دنباله نیئا یعنی نیئا: اتوماتا هم از همین پایان ادامه می‌یابد. در این پایان، همانند پایان‌های دیگر، نیئا دوباره با ارباب سایه جنگیده و او را شکست می‌دهد، اما در همین زمان بیماری کاینه عود کرده و او کاملاً تبدیل به یک شید می‌شود. نیئا در ابتدا او را مطیع خود می‌کند اما بعد با تصمیمی سخت روبه‌رو می‌شود: او یا باید کاینه را کشته و از این طریق آزادش کند یا باید فداکاری بزرگی انجام داده و موجودیت خودش را برای او فدا کند. بازیکن خودش این تصمیم را می‌گیرد و در صورتی که بخواهد خودش را فدا کند، بازی چهار بار در مورد تصمیمش از او می‌پرسد و سپس از بازیکن می‌خواهد که برای اطمینان نامی که روی نیئا گذاشته را وارد کند. در صورت تأیید، بازی تمام داده‌های ذخیره شده بازیکن را پاک می‌کند و همه نشانه‌های وجود داشتن نیئا را از بین می‌برد، حتی نشانه‌هایی که به دخترش مربوط هستند. با انتخاب این گزینه، یونا و کاینه زنده می‌مانند و امیل — که سابقاً دست به خودکشی برای کمک به نیئا زده بود — به طرف بیابان به‌راه می‌افتد، در حالی که فقط سر او باقی مانده و از بدنش جدا شده، ولی هنوز زنده است. به جز این شخصیت‌ها، دیگران — یعنی نیئا، دوولا، پوپولا، ارباب سایه و هر دو گریمویر — مرده‌اند. نیئا: اتوماتا از این پایان ادامه می‌یابد.

## توسعه
ایده توسعه نیئا اولین بار پس از عرضه دریکن‌گارد ۲ و کنسول‌های نسل هفتم شکل گرفت. طرح اصلی این بود که سومین نسخه دریکن‌گارد عرضه شود. بازی برای عرضه روی پلی‌استیشن ۳ برنامه‌ریزی شده بود چون اهمیت پلی‌استیشن ۲ که دریکن‌گارد ۲ روی آن عرضه شده بود رو به کاهش داشت. با این وجود، با پیشرفت پروژه، ایده‌های اصلی تغییر یافتند و قرار شد تا بازی مشتقی از بازی اصلی باشد. علی‌رغم این موضوع، کارگردان بازی، تارو یوکو، همچنان به بازی به‌عنوان دریکن‌گارد سوم نگاه می‌کرد. با احتساب طرح‌ریزی، تمام فرایند توسعه سه سال طول کشید، شامل یک سال برای طرح‌ریزی و دو سال برای توسعه و ساخت آن. نیئا در ابتدا پروژه‌ای در مقیاس کوچک بود، اما در طی طرح‌ریزی به بازی نقش‌آفرینی کاملی تبدیل شد. توسعه بازی بر عهده کاویا بود و اسکوئر انیکس که قبلاً مسئولیت پشتیبانی توسعه مجموعه دریکن‌گارد را بر عهده داشت، به این استودیو کمک کرد. اسکوئر انیکس دخالت زیادی در دید یوکو نسبت به محیط و داستان بازی انجام نداد و مدیریت خلاقانه بازی را به‌عهده او گذاشت.
قرار بود نیئا بیش از هزار سال بعد از اتفاقات پنجمین پایان دریکن‌گارد صورت بگیرد. در این فیلم‌نامه، کایم و آنجلوس، دو قهرمان بازی برای نبرد با یک دیو غول‌آسا به سفر می‌پردازند. پس از پیروزی در نبرد و کشتن هیولا، آن‌ها توسط یک هواپیمای جنگنده کشته می‌شوند و این مقدمه‌ای می‌شود برای جادو در جهان که در نهایت منجر به «خط‌خطی تیره» خواهد شد. مطابق صحبت‌های یوکو، پس از داستان تاریک دریکن‌گارد، او می‌خواست تا روی موضوعات مثبت‌تری مانند دوستی و کار گروهی تمرکز کند. بخش زیادی از بازی از حملات ۱۱ سپتامبر و جنگ با تروریسم ایده گرفته شده‌است. یوکو از این اتفاقات ایدهٔ رویدادی وحشتناک را گرفت که هر دو طرف آن تصور می‌کنند که در حال انجام کار درست هستند و می‌خواستند تا زوایای متفاوت رویداد یکسانی را به بازیکن نشان دهند. ایده «رپلیکانت» هم توسط یوکو از فیلم علمی تخیلی بلید رانر گرفته شد. با وجود این‌که یوکو منبع خاصی برای نام نیئا یاد نکرد، گمان می‌رود که نیئا اسم رمزی بوده که در حین توسعه روی آن پافشاری شده‌است.
شخصیت‌های بازی توسط کیمیهیکو فوجی‌ساکا که قبلاً روی سری دریکن‌گارد کار کرده بود طراحی شدند. دو شخصیت برای قهرمان نیئا طراحی شدند. توسعه‌دهندگان باور داشتند که مخاطبان ژاپنی به قهرمانی جوان‌تر بازخورد بهتری می‌دهند، در حالی که مخاطبان غیرژاپنی قهرمانی با سن بالاتر را ترجیح می‌دهند. به جز تغییر ظاهر نیئا و تنظیم تعدادی از سخنانش، توسعه‌دهندگان تغییر دیگری در دو نسخه به‌وجود نیاوردند. در آغاز گمان می‌رفت که نیئای مسن‌تر طرح اصلی بوده، اما مصاحبه‌ای با یوکو نشان داد که نیئای جوان‌تر نسخه اصلی آن بوده‌است. بسیاری از شخصیت‌ها در حین توسعه بازی تغییر یافتند و بعضی هم حذف شدند، مثلاً در نسخه‌های اولیه، سیزده گریمویر وجود داشته که به‌جز سه تا (ویس، نویر و روبروم) بقیه‌شان حذف شدند. شخصیت امیل از شخصیت مؤنثی به نام هالوآ نشأت گرفته‌است و کاینه در اصل شخصیت بسیار زنانه‌تری داشت که طبیعت خشنش را پنهان می‌کرد. نام ژاپنی یونا از نام جونا (یونس در انجیل) نشأت گرفته‌است. شخصیت کاینه بیناجنس طراحی شد چون گروه توسعه حس کردند که این حالت بیشتر با پیش‌زمینه دلاورانه‌اش پیوند می‌خورد. بیناجنس بودن کاینه در کشورهای غربی اعتراضاتی را برانگیخت که گروه اهمیت چندانی به آن نداد. یوکو پیشنهاد اصلی این موضوع را به اعضای مؤنثی که روی بازی کار می‌کردند داده بود.
عناصر نبرد و اکشن نیئا از مجموعه خدای جنگ ایده گرفته شده‌است که یوکو و سایتو هر دو به آن علاقه داشتند. با وجود این‌که بازی در ژاپن به اندازه آمریکای شمالی موفق نبود، هر دوی آنان احساس کردند که ایده قرار دادن تعداد بیشتری غول‌های آخر با شیوه‌های مختلف نبرد در بازی نسبت به نبردهای معمولی، مورد درخواست بازیکنان هر دو ناحیه است. سبک‌های متغیر و تغییرات متناسب با موقعیت زاویه دوربین و حرکات، به معنای «برجسته کردن فاصله میان چشم‌انداز مدرن و واقعی و دنیای فانتزی» برای ارتباط با داستان بازی بود. بازی قرار بود تا بازیکنان مسن‌تر را راضی نگه دارد و به‌عنوان نوعی اکشن نقش‌آفرینی مناسب بازیکنان رده سنی بالاتر باشد، چون اسکوئر انیکس قبلاً مجموعه کینگدم هارتس را برای بازیکنان کم سن‌وسال‌تر ساخته بود. هدف از تلفیق سبک‌های مختلف گیم‌پلی ادای احترام به سبک‌های اولیه گیم‌پلی و ژانرهای اولیه بود.
در اصل قرار بود نیئا عنوانی انحصاری برای ایکس‌باکس ۳۶۰ باشد، اما وقتی تصمیم عرضه آن روی پلی‌استیشن ۳ هم گرفته شد توسعه‌دهندگان تصمیم گرفتند تا نسخه ژاپنی بازی را جداگانه عرضه کنند. نیئا: گشتالت برای اکس‌باکس ۳۶۰ عرضه می‌شد و نیئای بزرگسال را معرفی می‌کرد — شخصیتی که در نسخه بین‌المللی عرضه شده برای هر دو سکو موجود بود — و نیئا: رپلیکانت برای پلی‌استیشن ۳ نیئای جوان‌تر را به نمایش می‌گذاشت. بومی‌سازی بازی (برای انگلیسی، فرانسوی و آلمانی) در حین توسعه انجام شد تا تمام نسخه‌ها در زمان یکسانی عرضه شوند و به این‌ترتیب کاویا و اسکوئر انیکس بتوانند بازخوردهای بازی را از آمریکای شمالی و اروپا دریافت کرده و این‌گونه بازیکنان خارج از ژاپن را جذب کنند. نیئا به‌طور رسمی در ژوئن ۲۰۰۹ و در ای۳ ۲۰۰۹ برای هر دو کنسول پلی‌استیشن ۳ و اکس‌باکس ۳۶۰ رونمایی و اعلام شد که بازی توسط کاویا توسعه داده شده و توسط اسکوئر انیکس منتشر می‌شود. بازی توسط یوکو کارگردانی شد و تهیه‌کنندگان آن، تاکویا ایواساکی از کاویا و یوسکه سایتو از اسکوئر انیکس بودند. به دلیل خشونت بالا، بازی رتبه D را در ژاپن از سازمان رده‌بندی بازی‌های ویدئویی دریافت کرد.

### موسیقی
موسیقی نیئا نتیجهٔ همکاری میان استودیو موناکا با مدیریت کئیچی اوکابه و سه نفر از اعضای آن به نام‌های کاکرو ایشیهاما، کیگو هوآشی و یکی از اعضای کاویا به‌نام تاکافومی نیشیمورا بود. اوکابه نقش آهنگساز اصلی و کارگردان پروژه را بر عهده داشت. اوکابه از زمان طرح ایدهٔ بازی به پروژه اضافه شد و در سه سال منتهی به عرضه روی موسیقی کار کرد. موسیقی بازی به‌صورت کاملاً جدا از فرایند توسعه آن ساخته شد. موسیقی برای پایه‌های متفاوتی طراحی شد تا با تنظیم‌های مختلف در موسیقی متن بازی قرار گیرد و همچنین بتواند حس غم و ناراحتی را، حتی در قطعه‌های ترسناک منتقل کند. اوکابه آزاد بود تا موسیقی بازی را به هر شکلی که بخواهد تنظیم کند و خواسته اصلی یوکو از او استفاده زیاد از آوازها در بازی بود.
موسیقی متن نیئا در بیشتر بخش‌ها از قطعات آرام و آکوستیکی ساخته شده‌است و امی ایوانز (امیکو ربکا ایوانز)،  خواننده‌ای انگلیسی که در توکیو زندگی می‌کند، نقش مهمی در آوازهای آن دارد. وی خواننده گروه فریسکیپ است و پیش‌تر روی بازی‌هایی مانند اودیسه اتریان کار کرده بود. از ایوانز درخواست شد تا علاوه بر خوانندگی متن خودش برای آهنگ را در نوعی زبان آینده‌گرایانه بنویسد. آهنگسازان نسخه‌های مقدماتی آهنگ‌ها و نوع زبانی که مورد نظرشان بود، مانند گیلیک اسکاتلندی یا فرانسوی را به او دادند و او کلماتی را اختراع کرد. ایوانز آهنگ‌ها را در نسخه‌های گیلیک، پرتقالی، اسپانیایی، ایتالیایی، فرانسوی، انگلیسی و ژاپنی نوشت و تلاش کرد تصور کند که این زبان‌ها پس از هزار سال تغییر و تحول چگونه به‌نظر خواهند رسید.
اسکوئر انیکس یک آلبوم از موسیقی‌های بازی را با عنوان موسیقی‌متن اصلی نیئا گشتالت و رپلیکانت در ۲۱ آوریل ۲۰۱۰ عرضه کرد. آلبوم موسیقی‌متن بازی به رتبه ۲۴ در آمار شرکت ژاپنی اوریکان رسید و به‌مدت ۱۱ هفته در آمار پرفروش‌های این شرکت ماند. به‌عنوان جایزهٔ پیش‌خرید نیئا گشتالت و نیئا رپلیکانت، دو آلبوم کوچک‌تر با نام‌های مینی‌آلبوم نیئا گشتالت و مینی‌آلبوم نیئا رپلیکانت در نسخه‌های پیش‌خرید این دو عنوان قرار گرفتند. آلبومی از موسیقی‌های تنظیم‌شده بازی با نام ۱۵ کابوس و قطعات تنظیم‌شده نیئا گشتالت و رپلیکانت در ۸ دسامبر ۲۰۱۰ توسط اسکوئر انیکس عرضه شد. این آلبوم تنظیم‌شده به رتبه ۵۹ در آمار اوریکان رسید و یک هفته این جایگاه را حفظ کرد. آلبوم دیگری با نام آلبوم گرامی‌داشت نیئا -اکو- در ۱۴ سپتامبر ۲۰۱۱ عرضه شد، و آلبومی متشکل از نسخه‌های باز نواخته شده با پیانو به‌نام مجموعه پیانو نیئا گشتالت و رپلیکانت در ۲۱ مارس ۲۰۱۲ عرضه شد.

## بازتاب‌ها
| گردآورنده | امتیاز                           |
| --------- | -------------------------------- |
| متاکریتیک | ۶۸/۱۰۰ (پی‌اس ۳) ۶۷/۱۰۰ (اکس ۳۶۰) |

| ناشر            | امتیاز |
| --------------- | ------ |
| وان‌آپ.کام       | C-     |
| یوروگیمر        | ۶/۱۰   |
| فامیتسو         | ۳۴/۴۰  |
| گیم اینفورمر    | ۱۰/۶٬۵ |
| گیم رولیشن      | +C     |
| گیم‌اسپات        | ۵/۱۰   |
| گیم‌تریلرز       | ۶/۱۰   |
| آی‌جی‌ان          | ۷/۱۰   |
| RPGamer         | ۴٫۵/۵  |
| آی‌جی‌ان استرالیا | ۷٫۳/۱۰ |

نیئا گشتالت بیش از ۱۲۵۰۰ نسخه در نخستین هفته عرضه‌اش در ژاپن فروخت، در حالی که رپلیکانت بیش از ۶۰۰۰۰ نسخه فروخت و جزء بازی‌های پرفروش ژاپن در آن هفته بود. رپلیکانت تا پایان مه ۲۰۱۰ بیش از ۱۲۱۰۰۰ نسخه در ژاپن فروخت و سال را با فروش بیش‌از ۱۳۴۰۰۰ نسخه‌ای پایان داد. تا سال ۲۰۱۸، دو نسخه نیئا حدود ۷۰۰۰۰۰ نسخه در سراسر جهان فروخته بودند.
نیئا نقدهای متوسطی را دریافت کرد. منتقدان گرافیک بازی را مورد انتقاد قرار دادند، مثلاً رایان کلمنتز از آی‌جی‌ان گفت «یکی از بزرگ‌ترین نقص‌های نیئا بخش دیداری آن است.» و کوین ون‌اُرد از گیم‌اسپات «بخش دیداری بی‌مزه» و «محیط مرده» آن را ناامید کننده دانست. داستین کویلن از وان‌آپ گفت که بازی «کاملاً بدوی به‌نظر می‌رسد» و آدریان دن اودن از RPGamer — که نسبت به بسیاری از منتقدان نمره بالاتری به بازی داده بود — گفت که «محیط [بازی] نرم و شیرین است اما ضعیف به‌تصویر کشیده شده». بااین‌حال موسیقی و صداگذاری بازی مورد تحسین قرار گرفت. کلمنتز در این مورد گفت که «هر دو بسیار عالی هستند»، دن اودن موسیقی متن بازی را «کاملاً فوق‌العاده» دانست، کریس اسچیلینگ از وبگاه یوروگیمر گفت که موسیقی پر از «مضامین به‌یاد ماندنی» است، و یکی از چهار نقد مجله فامیتسو در ژاپن آن را «بالاتر بقیه» نامید.
منتقدان در نظراتشان نسبت به تأثیرگذاری تلفیق چند سبک گیم‌پلی در بازی اختلاف داشتند. سث اسچیزل از نیویورک تایمز گفت که «بازی‌های زیادی هستند که در بخش‌هایی فراتر می‌روند»، که نیئا تمام سبک‌ها را در یک «[طرح] منسجم و وادارکننده کامل» به‌جای منتقل کردن حس «گسیختگی» آورده‌است، و مخصوصاً بخشی از بازی که کاملاً توسط متن به‌نمایش گذاشته می‌شود را تحسین کرد. پاتریک کولان از آی‌جی‌ان استرالیا گفت که سبک‌های متفاوت «جالب» بوده و یکی از بزرگ‌ترین نقاط قوت بازی هستند، ولی از اجرا و انسجام ضعیف رنج می‌برند و بازی را با «بی‌نظمی اختلال شخصیت» مواجه ساخته‌اند. کلمنتز گفت «ایده‌های توسعه‌دهندگان گاهی از اجرای واقعی پیشی می‌گیرند» و در کنار آن، عناصر گیم‌پلی را به عنوان قسمتی از آنچه که بازی را جالب کرده‌است دانست. آدریان دن اودن تنوع را بهترین قسمت بازی دانست و آن را به میز بوفه‌ای تشبیه کرد که در آن می‌توان موضوع مورد علاقه خود را دنبال کرد و همچنین گفت که هیچ‌کدام از بخش‌ها به خودی خود «شگفت‌انگیز» نبوده‌اند و می‌توانند به آسانی ضعیف شمرده شوند.
مبارزات معمولی استوار و حتی استثنایی توصیف شدند و مأموریت‌های جانبی تکراری به‌نظر می‌رسیدند. کویلن گفت «مأموریت‌های جانبی در نیئا تقریباً همان‌قدر که بی‌فکر ساخته شده‌اند، زیاد هستند» و ون‌اُرد آن‌ها را «مجموعه‌ای از رویدادهایی یکنواخت که اغلب توسط قطعاتی پوچ به یکدیگر متصل شده‌اند» خواند. یکی از منتقدان فامیتسو هم گفت که آن‌ها «هدف چندان زیادی» در آن‌ها مشاهده نکرده‌اند. کلمنتز گفت که مبارزات «رضایت خوبی دارند»، ولی بازیکنان «نباید انتظار چیزی بیش‌ازحد غیرعادی داشته باشند»، و کولان هم نبردها را «نسبتاً عمیق» خواند. منتقدان نظر خوبی نسبت به داستان و بازیکنان داشتند. ون‌اُرد بیشتر شخصیت‌ها را دوست داشت ولی فکر می‌کرد که نیئا ملایم و داستان آن «خیس» است، و اسچیزل داستان را «تحریک آمیز» و «عمیق» خواند و گفت که داستان «در پروردن سرمایه‌ای احساسی در شخصیت‌ها و جهان خود موفق شده‌است». کویلن گفت که داستان «برخی چرخش‌های واقعاً اصیل و شگفت‌انگیز را انجام می‌دهد» و نیئا «گروه پشتیبانی متشکل از انسان‌های واقعاً جالب» را دارد. اسچیلینگ هم گفت که داستان بازی آن را «برای دوست‌نداشتن سخت کرده‌است». منتقدی از فامیتسو که بهترین دیدگاه را نسبت به بازی داشت گفت که او با پایان‌های متفاوت «به‌شدت تحت‌تأثیر» قرار گرفته و «هیچ‌چیزی مانند این قبلاً در بازی‌ها نیامده بوده».
در سال ۲۰۱۵، جفری ماتولف از یوروگیمر نیئا را به‌عنوان «بازی کمیابی که با گذر زمان بهتر می‌شود» توصیف کرد. او نوشت که بازی، علی‌رغم «فروش ضعیف و نقدهای متوسط»، به نوعی اثر کالت تبدیل شده، که او دلیل آن را «حس شگفتی» بازی به‌دلیل روایت داستان مرموز، دسته‌بندی متفاوت سازوکارهای بازی و حالت ملایم آن دانست.

## ادامه
در ۱۱ مه ۲۰۱۰، اسکوئر انیکس محتوای قابل دانلودی را با عنوان «دنیای ارتباطات بازیافتی» برای نیئا منتشر کرد. این گسترش‌دهنده کوچک مجموعه‌ای متشکل از ۱۵ نبردی را به بازی اضافه می‌کند که تجسم نیئا در آن متفاوت از بازی اصلی است. در این محتوا، نیئا از راه خاطره‌ای که در خانه‌اش وجود دارد، به دنیایی خیالی وارد می‌شود. این گسترش‌دهنده لباس‌ها و اسلحه‌های جدیدی را به بازی اضافه می‌کند. یوسکه سایتو، تهیه‌کننده اجرایی اسکوئر انیکس، بعدتر خبر داد که «شماری از کارها» که با نیئا مرتبط هستند در حال انجامند، و ممکن است اطلاعیه‌ای در این خصوص در سال ۲۰۱۱ منتشر شود. تنها اطلاعیه‌ای که منتشر شد، برگزاری کنسرتی از موسیقی‌های نیئا با نام «شب نیئا ~ غروب دیوانگی» در ۲۸ اکتبر ۲۰۱۱ بود و خبری در مورد نسخه بعدی نیئا اعلام نشد.
نیئا آخرین بازی کاویا بود، چون این شرکت در ژوئن ۲۰۱۰ در شرکت مادر خود یعنی ای‌کیو اینتراکتیو ادغام شد. در مارس ۲۰۱۱، یوکو و تاکویا ایواساکی — یکی از تهیه‌کنندگان اصلی دریکن‌گارد — برنامه‌هایی ریختند تا نسخه‌ای از نیئا را برای پلی‌استیشن ویتا در شرکت اُرکا (متعلق به ایواساکی) توسعه دهند، اما اُرکا تصمیم گرفت تا روی دراگون کوئست ۱۰ کار کند و عرضه نیئا روی پلی‌استیشن ویتا کنار گذاشته شد. تعدادی از اعضای کلیدی توسعه نیئا شامل یوکو و اوکابه بعدتر برای کار روی عنوان جدیدی در مجموعه دریکن‌گارد (دریکن‌گارد ۳) که نیئا مشتقی از آن است دوباره گرد هم آمدند. دنباله‌ای با نام نیئا: اتوماتا که توسط اسکوئر انیکس و پلاتینیوم گیمز ساخته شد، در ۲۳ فوریه ۲۰۱۷ در ژاپن، در ۷ مارس در آمریکای شمالی و در ۱۰ مارس به‌طور جهانی برای پلی‌استیشن ۴ منتشر شد. نسخه رایانه‌های شخصی آن در ۱۷ مارس ۲۰۱۷ منتشر، و نسخه ایکس‌باکس وان آن در ۲۶ ژوئن ۲۰۱۸ عرضه شد. برای توسعه این بازی، یوکو، سایتو و اوکابه به نقش‌های قبلی خود برگشتند، و افراد دیگری مانند آتسوشی اینابا به عنوان تهیه‌کننده و آکیهیکو یوشیدا به عنوان هنرمند در آن حضور داشتند.